# Francesc Pardo i Artigas
Monsenyor Francesc Pardo i Artigas (Torrelles de Foix, 26 de juny del 1946 - Girona, 31 de març de 2022) fou un sacerdot catòlic català, bisbe de Girona des del juliol de 2008 fins a la seva mort el 31 de març de 2022.

## Biografia
Estudià a la Facultat de Teologia de Catalunya i va ser ordenat sacerdot el 31 de maig de 1973, a la basílica de Santa Maria de Vilafranca del Penedès. Exercí diversos càrrecs a l'arxidiòcesi de Barcelona. Entre els anys 1973 i 1980 va ser coadjutor de les parròquies de Santa Maria i de la Santíssima Trinitat, de Vilafranca del Penedès (població d'on en va ser arxipreste 1979-1980); posteriorment, i del 1980 al 1987, va ser rector de Sant Sadurní d'Anoia (on va fundar una cooperativa que promogué la construcció de 70 habitatges socials), consiliari diocesà del Moviment Familiar Rural i dels Joves Rurals JARC (1982-1986). L'any 1983 va ser nomenat també rector de Monistrol d'Anoia. Entre els anys 1990 i 1993 va ser vicari episcopal de la zona del Penedès, Anoia i Garraf, i del 1993 al 2006 va exercir com a director del Centre d'Estudis Pastorals de les diòcesis de Catalunya.
El 1997 esdevingué rector de Sant Esteve de Granollers i entre 1999 i 2004 va ser arxipreste de Granollers, tasca que compaginà entre 2001 i 2004 amb la de vicari episcopal del Vallès Oriental. En crear-se el bisbat de Terrassa s'hi incorporà com a prevere, i hi va assumir els càrrecs de Vicari General de Pastoral i Delegat Episcopal per a l'Economia (2004), alhora que continuà com a rector de Granollers.

## Bisbe de Girona
El 16 de juliol del 2008 es va fer públic el seu nomenament per a ocupar la seu vacant de Girona, i va ser ordenat bisbe el diumenge 19 d'octubre del 2008, diumenge de les missions, en una cerimònia amb el nunci, dos cardenals, setze bisbes, dos-cents capellans i els abats de Montserrat i Poblet. Al novembre del 2013 el bisbat de Girona té 383 parròquies amb 1.000 esglésies i al voltant de 190 capellans dels quals n'hi ha 140 en actiu. Pardo va ser el primer bisbe català en fer un pronunciament explícit de petició de perdó "pels insults i menyspreus d'una cadena de televisió vinculada als bisbes" en una claríssima referència a 13TV, el canal de televisió de la Conferència Episcopal Espanyola.